# Piper verruculosum
Piper verruculosum är en pepparväxtart som beskrevs av C. Dc.. Piper verruculosum ingår i släktet Piper och familjen pepparväxter. Inga underarter finns listade i Catalogue of Life.